# دهه
یک دهه به معنی یک بازهٔ زمانی ۱۰ ساله است. واژه‌های دیگری که برای بازه بندی زمان کاربرد دارند عبارتند از: سده یا قرن و هزاره.

## نمایش نوشتاری دهه
هر بازه زمانی ده ساله را می‌توان یک دهه نامید، ولی معمول نیست که برای هر بازه ده ساله‌ای از این واژه استفاده شود. در نوشتار و گفتار، یک دهه به بازه زمانی میان سال‌هایی که عدد آن‌ها با صفر تمام می‌شود، گفته می‌شود؛ مانند دهه ۱۹۶۰ که برابر است با سال‌های ۱۹۶۰ تا ۱۹۶۹. در بیشتر موارد برای کوتاه‌تر یاد کردن از یک دهه فقط دو رقم پایانی را می‌گویند مانند دهه ۶۰ که البته در این روش بیان روشن نیست که صحبت از کدام سده است.
نام‌گذاری یک دهه به این گونه کاربرد روزانه دارد، اما در واقع چنین بیانی درست و دقیق نیست. در واقع از نظر ریاضی و اعداد کاملاً غلط و ناصحیح است. به بیان روشن‌تر در گاه‌شمار سال‌ها از سال ۱ شروع می‌شود پس سال‌های ۱ تا ۱۰ را دهه نخست و سال‌های ۱۱ تا ۲۰ را دهه دوم می‌خوانند.  و تا دههٔ آخر نیز باید به همین ترتیب باشد؛ در شمارش سده و هزاره نیز به همین روش اخیر محاسبه می‌کنند.
اگرچه در روال عادی سال‌های میان ۱۹۶۰ تا ۱۹۶۹ را دهه ۱۹۶۰ حساب کرده‌اند ولی طبق شمارشی که توضیح داده شد، سال‌های ۱۹۶۱ تا ۱۹۷۰ را، ۱۹۷ اُمین دهه و یا دهه هفتم سده ۲۰‌ اُم می‌گویند. اما در گویش معمولی و برای مثال، منظور از متولدین دهه ۶۰ کسانی هستند که در سالهای ۶۱ تا ۷۰ به دنیا آمده‌اند که یک اشتباه مصطلح عامیانه است. در واقعیت و از نظر اعدادی و ریاضی، دهه ۶ اُم عمر مابین سال‌های ۵۱ تا ۶۰ است و این روش صحیح و اصولی می‌باشد، اما روش نخست بیان بین مردم عادی، جا افتاده‌تر است. این اشتباه در گویش و نوشتار تا حدّی جاافتاده و پیش رفته است که حتی در رسانه‌های تلویزیونی، روزنامه‌ها، مجلات، ادارات و حتی در مصاحبه‌های مسئولان نیز از روش نخست بیان استفاده میکنند یعنی همانند گویش عامهٔ مردم منظور از دههٔ شصتی‌ها یعنی افرادیکه در مابین سالهای ۶۱ تا ۷۰ متولد شده‌اند میباشد.
گاهی از واژه دهه برای کاربردهای ویژه دیگری نیز استفاده می‌شود. برای نمونه در جمله «موتسارت در دهه آخر عمرش در زمینه موسیقی نوآوری‌های بسیار کرد.» واژه دهه بدون توجه به اینکه در مورد چه سال‌هایی از گاه‌شمار صحبت می‌کنیم تنها به ده سال پایانی عمر موتسارت توجه دارد.
پس در عبارتی مانند «این دهه» تنها از روی جمله‌های پیشین و پسین می‌توان تشخیص داد منظور کدام سال‌ها است.

## نام
دهه از عدد ده گرفته شده‌است. در زبان انگلیسی decade گفته می‌شود که از واژهٔ dekas از زبان یونان باستان که به معنی «ده» است، گرفته شده‌است.